# Semiothisa infirmata
Semiothisa infirmata är en fjärilsart som beskrevs av Walker 1866. Semiothisa infirmata ingår i släktet Semiothisa och familjen mätare. Inga underarter finns listade i Catalogue of Life.